# 오슬로 필하모니 관현악단

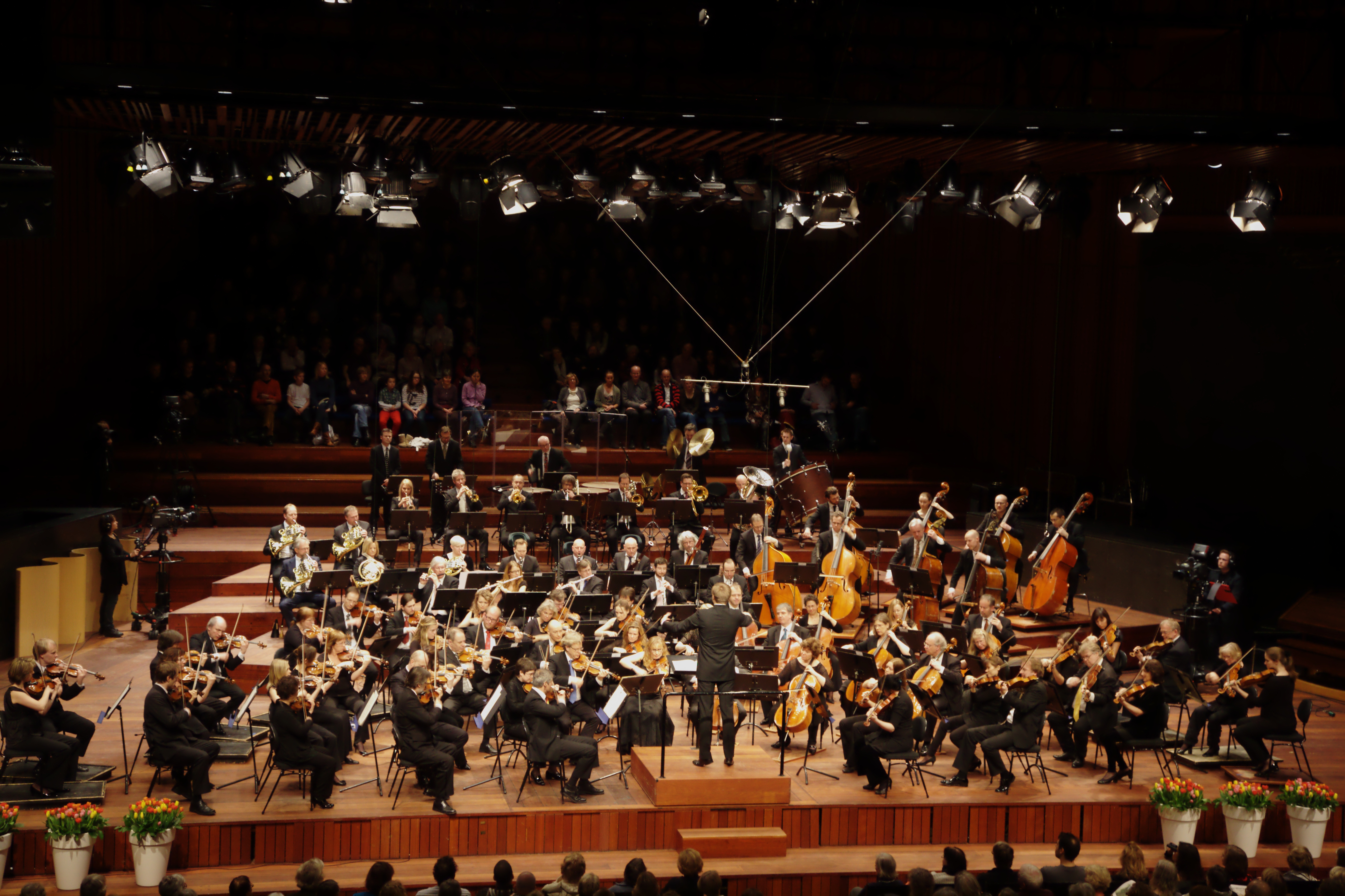

오슬로 필하모니 관현악단(노르웨이어: Oslo-Filharmonien, Oslo Philharmonic Orchestra)은 오슬로를 거점으로 하고 있는 노르웨이의 대표적인 관현악단이다.

## 역사
노르웨이 최초의 전문 관현악단은 1879년에 에드바르 그리그와 요한 스벤센 등이 주축이 되어 창단한 크리스티아니아 음악연맹 관현악단이었으나, 1차 세계대전으로 운영 상태가 악화되어 해체되었다. 이 악단의 단원들이 음악 애호가들의 사적 지원을 받아 '오슬로 음악애호협회 관현악단' 을 새로이 창단했으며, 초대 음악 감독으로 요한 할보르센과 폴란드 출신의 이그나츠 노이마르크, 핀란드 출신의 게오르크 슈네보익트 세 사람이 공동으로 취임했다. 이외에도 국내외 유명 독주자들과 지휘자들이 객원으로 초빙되었고, 자금 부족으로 인한 운영난에도 불구하고 명성을 얻기 시작했다.
1921년에는 독일 출신의 요제 아이벤쉬츠가 단독 음악 감독으로 취임했고, 1925년에는 노르웨이 방송협회(NRK)와 계약을 맺고 연주회를 정기적으로 방송하기 시작했다. 아이벤쉬츠의 후임으로는 이사이 도브로벤과 올라프 킬란, 오드 그뤼너-헤게(공동 음악 감독)가 활동했으나, 2차 세계대전 중에는 나치스 독일의 통제로 인해 침체 상태에 있었다.
종전 후 킬란이 나치스 부역 혐의로 사임한 뒤 그뤼너-헤게가 자리를 이어받았고, 이후 외이빈 피엘드스타와 헤르베르트 블롬슈테트, 밀티아데스 카리디스, 오코 카무, 마리스 얀손스, 앙드레 프레빈이 뒤를 이었다. 2006년부터는 핀란드 출신 지휘자인 유카-페카 사라스테가 음악 감독으로 취임해 2013년까지 재직하였고, 바실리 페트렌코를 거쳐 2020년부터 클라우스 메켈레가 음악 감독으로 취임하고 있다.
1979년에 악단 명칭을 현재의 것으로 바꾸었고, 얀손스 부임 후 활발하게 진행한 해외 연주 여행과 영국 음반사인 EMI 전속으로 개시한 음반 취입으로 세계적인 명성을 얻게 되었다. 주요 공연장으로는 오슬로 콘서트홀을 사용하고 있으며, 이외에도 스타방에르와 베르겐 등에서도 정기적으로 공연하고 있다.

## 역대 음악 감독
- 요한 할보르센 (1919-1920)
- 이그나츠 노이마르크 (1919-1921)
- 게오르크 슈네보익트 (1919-1921)
- 요제 아이벤쉬츠 (1921-1927)
- 이사이 도브로벤 (1927-1931)
- 오드 그뤼너-헤게 (1931-1933, 1945-1962)
- 올라프 킬란 (1931-1945)
- 헤르베르트 블롬슈테트 (1962-1968)
- 외이빈 피엘드스타 (1962-1969)
- 밀티아데스 카리디스 (1969-1975)
- 오코 카무 (1975-1979)
- 마리스 얀손스 (1979-2002)
- 앙드레 프레빈 (2002-2006)
- 유카-페카 사라스테 (2006-2013)
- 바실리 페트렌코 (2013-2020)
- 클라우스 메켈레 (2020-)